# Final Lap R
Final Lap R (ファイナルラップR Fainaru Rappu Āru?) es un videojuego de carreras producido por Namco, Y fue lanzado para los Arcades en diciembre de 1993. Es uno de los juegos corridas de la compañía System FL Hardware, y es el cuarto y el último juego de la serie Final Lap.
- Datos: Q20656919